# 1710 Gothard
Az 1710 Gothard (ideiglenes nevén 1941 UF) a Naprendszer kisbolygóövében keringő kisbolygó. 1941. október 20-án fedezte föl Kulin György a budapesti Svábhegyi Obszervatóriumban. A kisbolygó a nevét Gothard Jenő magyar csillagászról kapta, aki először fényképezte le a Lant csillagképben található Gyűrűs-köd központi csillagát a Szombathely melletti Herényben, a családi obszervatóriumban.
Kulin György 1941. december 21-ig hat alkalommal is észlelte a kisbolygót. Ezt követően azonban lassan gyűltek az adatok az égitestről, mivel elnyúlt pályája és 3,5 éves keringési ideje miatt csak hétévente éri el a maximális fényességét. 1955-ben, 1962-ben, 1969-ben és 1975-ben sikerült megfigyelni egy vagy két éjszakán, az 1990-es évek elejéig mindössze 19 pozíciómérés gyűlt össze róla. Laurent Bernasconi francia amatőrcsillagász 2001-es mérései szerint az aszteroida forgási periódusa 4,9 óra, a fényváltozás amplitúdója 0,3 magnitúdó.